# 1. liga ragby XV 2019
1. liga ragby XV 2019 byla nejvyšší ragbyovou soutěží v Česku v roce 2019. Sezóna měla tři fáze zakončené finále playoff 9. listopadu 2019. Vítězem se stala RC Sparta Praha.

## Základní údaje o startujících
- Praha:
  - RC Slavia Praha
  - RC Sparta Praha
  - RC Praga Praha
  - RC Tatra Smíchov
- Středočeský kraj:
  - RC Mountfield Říčany
- Jihomoravský kraj:
  - RC Dragon Brno
  - JIMI RC Vyškov
- Zlínský kraj:
  - RC Zlín

### Hřiště
| Klub                 | Založen | Název hřiště              | od roku |
| -------------------- | ------- | ------------------------- | ------- |
| RC Slavia Praha      | 1927    | Sportovní areál SK Slávia | 2006    |
| RC Sparta Praha      | 1928    | Na Podvinném mlýně        | 1982    |
| RC Mountfield Říčany | 1944    | Stadion J. Kohouta        | 1945    |
| RC Zlín              | 1944    | Stadion Mládeže           | 1958    |
| RC Praga Praha       | 1944    | Ragbyové hřiště RC Praga  | 1955    |
| RC Dragon Brno       | 1946    | Ragbyové hřiště RC Dragon | 1998    |
| JIMI RC Vyškov       | 1952    | Areál Jana Navrátila      | 1957    |
| RC Tatra Smíchov     | 1959    | FCC rugby arena           | 1973    |

## 1. fáze – Základní část
- Období: 30.3.2019 – 11.5.2019

| Poř. | Tým                  | Z | V | R | P | CB      | 4P | -7 | B* |
| ---- | -------------------- | - | - | - | - | ------- | -- | -- | -- |
| 1.   | RC Sparta Praha      | 7 | 7 | 0 | 0 | 263–53  | 5  | 0  | 33 |
| 2.   | RC Praga Praha       | 7 | 6 | 0 | 1 | 277–141 | 5  | 0  | 29 |
| 3.   | RC Mountfield Říčany | 7 | 5 | 0 | 2 | 216–153 | 4  | 0  | 24 |
| 4.   | RC Tatra Smíchov     | 7 | 4 | 0 | 3 | 230–104 | 3  | 3  | 22 |
| 5.   | JIMI RC Vyškov       | 7 | 3 | 0 | 4 | 190–216 | 3  | 0  | 15 |
| 6.   | RC Dragon Brno       | 7 | 2 | 0 | 5 | 191–187 | 2  | 2  | 12 |
| 7.   | RC Slavia Praha      | 7 | 1 | 0 | 6 | 103–273 | 2  | 0  | 6  |
| 8.   | RC Zlín              | 7 | 0 | 0 | 7 | 77–420  | 0  | 1  | -1 |

pozn. RC Zlín odečetl -1 bod za kontumační prohru 0–30 s RC Sparta Praha a -1 bod ta nedostatečný počet hráčů zapsaných na soupisce v jednom zápase.

### Křížová tabulka základní části
Týmy jsou seřazeny podle umístění v loňské sezóně.
| Domácí \ Hosté | TAT   | VYŠ   | SPA   | ŘÍČ   | PRG   | DRG   | SLA   | ZLN   |
| Tatra          |       | 39–7  |       | 21–25 |       | 15–8  |       | 70–12 |
| Vyškov         |       |       | 10–47 |       | 24–38 |       | 34–24 | 71–16 |
| Sparta         | 11–9  |       |       | 21–9  |       | 59–12 |       | 30–0  |
| Říčany         |       | 28–17 |       |       | 13–49 |       | 49–7  | 63–17 |
| Praga          | 31–24 |       | 13–50 |       |       | 28–9  |       |       |
| Dragon         |       | 24–27 |       | 21–29 |       |       | 32–24 |       |
| Slavia         | 10–52 |       | 0–45  |       | 14–41 |       |       |       |
| Zlín           |       |       |       |       | 7–77  | 5–85  | 20–24 |       |

Aktualizováno po zápasech hraných 11. května 2019
Zdroj: 

Vysvětlivky
1. ↑  Domácí tým je uveden v levém sloupci

Barvy: Modrá = výhra domácích; Žlutá = remíza; Červená = výhra hostů

- 1. kolo Archivováno 18. 6. 2019 na Wayback Machine., 2. kolo Archivováno 18. 6. 2019 na Wayback Machine., 3. kolo Archivováno 18. 6. 2019 na Wayback Machine., 4. kolo Archivováno 18. 6. 2019 na Wayback Machine., 5. kolo + 6. kolo Archivováno 18. 6. 2019 na Wayback Machine., 7. kolo Archivováno 18. 6. 2019 na Wayback Machine.

## 2. fáze – Nadstavbová část
- Období: 18.5.2019 – 12.10.2019

Bonifikace ze základní části: Sparta (+10 bodů), Praga (+8), Říčany (+6), Tatra (+4), Vyškov (+2), Dragon (0)
| Poř. | Tým                  | Z  | V  | R | P | CB      | 4P | -7 | B* |
| ---- | -------------------- | -- | -- | - | - | ------- | -- | -- | -- |
| 1.   | RC Sparta Praha      | 10 | 10 | 0 | 0 | 433–137 | 9  | 0  | 55 |
| 2.   | RC Tatra Smíchov     | 10 | 5  | 1 | 4 | 379–241 | 7  | 1  | 34 |
| 3.   | RC Mountfield Říčany | 10 | 4  | 1 | 5 | 226–255 | 3  | 2  | 29 |
| 4.   | RC Praga Praha       | 10 | 4  | 0 | 6 | 256–299 | 4  | 1  | 29 |
| 5.   | JIMI RC Vyškov       | 10 | 5  | 0 | 5 | 207–337 | 4  | 1  | 26 |
| 6.   | RC Dragon Brno       | 10 | 1  | 0 | 9 | 170–402 | 2  | 3  | 9  |

pozn. JIMI RC Vyškov odečetl -1 bod pro nedostatečný počet hráčů zapsaných na soupisce a RC Sparta Praha odečetla -4 body za pro nedostatečný počet hráčů zapsaných na soupisce ve 4 zápasech.

### Křížová tabulka nadstavbové části
| Domácí \ Hosté | SPA   | PRG   | ŘÍČ   | TAT   | VYŠ   | DRG   |
| Sparta         |       | 41–17 | 62–9  | 32–14 | 43–24 | 66–10 |
| Praga          | 19–47 |       | 17–24 | 27–41 | 36–5  | 44–37 |
| Říčany         | 10–17 | 14–24 |       | 30–30 | 21–26 | 41–6  |
| Tatra          | 15–31 | 38–26 | 27–28 |       | 99–7  | 59–0  |
| Vyškov         | 7–44  | 35–23 | 29–21 | 24–15 |       | 14–15 |
| Dragon         | 12–50 | 17–23 | 17–28 | 36–41 | 20–36 |       |

Aktualizováno po zápasech hraných 12. listopadu 2019
Zdroj: 

Vysvětlivky
1. ↑  Domácí tým je uveden v levém sloupci

Barvy: Modrá = výhra domácích; Žlutá = remíza; Červená = výhra hostů

- 1. kolo Archivováno 18. 6. 2019 na Wayback Machine., [ 2. kolo], [ 3. kolo], [ 4. kolo], 5. kolo Archivováno 10. 10. 2019 na Wayback Machine., 6. kolo Archivováno 10. 10. 2019 na Wayback Machine., 7. kolo Archivováno 10. 10. 2019 na Wayback Machine., 8. kolo Archivováno 10. 10. 2019 na Wayback Machine., 9. kolo Archivováno 10. 10. 2019 na Wayback Machine., 10. kolo Archivováno 17. 10. 2019 na Wayback Machine.,

## 3. fáze – Playoff

### Pavouk
|  | Semifinále | Semifinále           | Semifinále |  |  | Finále      | Finále               | Finále      |
|  |            |                      |            |  |  |             |                      |             |
|  | 1          | RC Sparta Praha      | 39         |  |  |             |                      |             |
|  | 4          | RC Praga Praha       | 14         |  |  |             |                      |             |
|  |            |                      |            |  |  | 1           | RC Sparta Praha      | 40          |
|  |            |                      |            |  |  | 2           | RC Tatra Smíchov     | 3           |
|  | 2          | RC Tatra Smíchov     | 21         |  |  |             |                      |             |
|  | 3          | RC Mountfield Říčany | 13         |  |  | Třetí místo | Třetí místo          | Třetí místo |
|  |            |                      |            |  |  | 3           | RC Mountfield Říčany | 26          |
|  |            |                      |            |  |  | 4           | RC Praga Praha       | 14          |

#### Semifinále
| 26. října 2019 14:00 SELČ | RC Sparta Praha | 39 – 14     | RC Praga Praha                                                       | Na Podvinném mlýně, Praha Diváci: 98 235 Rozhodčí: Tomáš Tůma |
| 26. října 2019 14:00 SELČ | Pětky: H. Dřímal 13' n R. Hřebečka 28' k J. Pantůček (2) 32' n, 41' n E. Caldaroni 39' k T. Luka 58' n M. Loutocký 74' n Kopy po pětce: M. Schneider 28', 39' | zápis video | Pětky: D. Hošek 48' k M. Syráň 76' k Kopy po pětce: M. Hopp 48', 76' | Na Podvinném mlýně, Praha Diváci: 98 235 Rozhodčí: Tomáš Tůma |

| 26. října 2019 13:00 SELČ | RC Tatra Smíchov                                                                                           | 21 – 13     | RC Mountfield Říčany                                                               | FCC rugby arena, Praha Diváci: 84 123 Rozhodčí: Štěpán Čekal |
| 26. října 2019 13:00 SELČ | Pětky: M. Kladiva 24' k T. Zábranský 36' k Kopy po pětce: J. Fick 24' Trestné kopy: L. Honner 7', 51', 68' | zápis video | Pětky: T. Adámek 34' k Kopy po pětce: T. Horak 69' Trestné kopy: T. Horak 43', 59' | FCC rugby arena, Praha Diváci: 84 123 Rozhodčí: Štěpán Čekal |

#### o 3. místo
| 9. listopadu 2019 11:00 SELČ | RC Mountfield Říčany                                                                                                  | 26 – 14     | RC Praga Praha                                                    | Stadion J. Kohouta, Říčany Diváci: 115 658 Rozhodčí: Václav Heřman |
| 9. listopadu 2019 11:00 SELČ | Pětky: K. Kobián 2' n T. Horak 71' n J. Kučera 74' k Kopy po pětce: T. Horak 74' Trestné kopy: T. Horak 26', 53', 80' | zápis video | Pětky: M. Malý 31' k trestná pětka 21' Kopy po pětce: M. Hopp 31' | Stadion J. Kohouta, Říčany Diváci: 115 658 Rozhodčí: Václav Heřman |

#### Finále
| 9. listopadu 2019 12:30 SELČ | RC Sparta Praha | 40 – 3      | RC Tatra Smíchov          | Na Podvinném mlýně, Praha Diváci: 153 411 Rozhodčí: Jaroslav Bednařík |
| 9. listopadu 2019 12:30 SELČ | Pětky: J. Stibitz 7' k R. Hřebačka 21' k M. Loutocký (2) 39' k, 67' k N. Uys 49' k J. Pantůček 74' n Kopy po pětce: M. Schneider 7', 21', 39', 49' J. Pantůček 67' | zápis video | Trestné kopy: J. Fick 40' | Na Podvinném mlýně, Praha Diváci: 153 411 Rozhodčí: Jaroslav Bednařík |

## Konečné pořadí
| Pořadí           | Tým                  |
| ---------------- | -------------------- |
| Zlatá medaile    | RC Sparta Praha      |
| Stříbrná medaile | RC Tatra Smíchov     |
| Bronzová medaile | RC Mountfield Říčany |
| 4.               | RC Praga Praha       |
| 5.               | JIMI RC Vyškov       |
| 6.               | RC Dragon Brno       |

V tabulce níže jsou uvedení pouze ragbisté a trenéři zapsaní na soupiskách v playoff:
| Umístění         | Mužstvo              | Hráči |
| ---------------- | -------------------- | --- |
| Zlatá medaile    | RC Sparta Praha      | Rojníci: Tomáš Luka • Hubert Dřímal • Martin Havlíček • Dominik Dufek • Emilio Caldaroni • Tomáš Klika • Nicolaas Uys • Marek Loutocký – • Petr Šimral • Jan Benda • Oldřich Urbánek • Vojtěch Hruška • Petr Pšenička Spojky: Jan Stibitz • Richard Hřebačka Útočníci: Sheldon Fortune • Jiří Pantůček • Lukáš Hřebečka • Ladislav Šelepa • Martin Schneider • Irakli Sulamanidze • Mauro Ponte • Pavel Pytela • Martin Urbánek Trenéři: Ondřej Kutil • Pavel Vokrouhlík • Jan Dezort                  |
| Stříbrná medaile | RC Tatra Smíchov     | Rojníci: Martin Zobač • Adam Elis • Matouš Hodek • Michal Průša • Karel Berounský mladší • Jan Olbrich • Radim Hutník • Filip Colakidis • Jiří Černý – • Martin Matouš • Vojtěch Mára • Čestmír Řanda • Adam Linhart • František Balák • Jakub Procházka Spojky: Marek Šimák • Jacques Fick Útočníci: Daniel Stárka • Lukáš Honner • Theodor Zábranský • Michael Neužil • Martin Kladiva • Daniel Rygl • Tomáš Bartoň • Lopeti Toia • David Pískatý Trenéři: Filip Vacek • Mark Kelly • Václav Pflanze |
| Bronzová medaile | RC Mountfield Říčany | Rojníci: David Polášek • Tomáš Adámek • Giancarlo Cordani • Tomáš Stránský • Robert Trefný • Petr Máslo • Jan Šmolcnop • Jakub Homer • Albert Suchopár • Marek Juzl • Václav Calta • Jakub Havel • Matěj Růžička • David Mareček Spojky: Jan Šedivý – • Antonín Brabec Útočníci: Kryštof Kobián • Jan Kučera • Jindřich Duffek • Lukáš Libiger • Tristan Horak • Štěpán Podlipský • Josef Šedivý • Raymond Burnard • Jakub Müller • Jan Rohlík Trenéři: Miroslav Němeček • Marek Landsinger            |

## 2. liga 2019
Do nadstavbové části 2. ligy sestoupily 2 poslední týmy ze základní části 1. ligy 2019 a postoupily 4 týmy ze základní části 2. ligy 2019. Pozdější finalisté nadstavbové části postoupily do 1. ligy 2020.

### Nadstavbová část
- Období: 2.6.2019 – 29.9.2019

| Poř. | Tým                 | Z | V | R | P | CB      | 4P | -7 | B* |
| ---- | ------------------- | - | - | - | - | ------- | -- | -- | -- |
| 1.   | RC Slavia Praha     | 5 | 5 | 0 | 0 | 243–27  | 4  | 0  | 24 |
| 2.   | RC Přelouč          | 5 | 3 | 0 | 2 | 215–108 | 4  | 1  | 17 |
| 3.   | RC Zlín             | 5 | 3 | 0 | 2 | 124–141 | 3  | 0  | 15 |
| 4.   | RC Bystrc           | 5 | 2 | 0 | 3 | 80–122  | 1  | 1  | 10 |
| 5.   | RC České Budějovice | 5 | 1 | 0 | 4 | 88–167  | 1  | 0  | 4  |
| 6.   | RC Havířov          | 5 | 1 | 0 | 4 | 64–249  | 0  | 0  | 4  |

pozn. RC České Budějovice odečetli -1 bod za kontumační prohru 0:30 s RC Zlín.

#### Křížová tabulka nadstavby
| Domácí \ Hosté | SLA  | ZLN   | PŘE   | HAV   | BYS   | ČBU   |
| Slavia         |      | 61–0  |       | 71–0  |       | 48–12 |
| Zlín           |      |       | 50–46 |       | 5–17  | 30–0  |
| Přelouč        | 8–19 |       |       | 66–19 |       | 50–15 |
| Havířov        |      | 17–39 |       |       | 21–19 |       |
| Bystrc         | 7–44 |       | 5–45  |       |       |       |
| Č. Budějovice  |      |       |       | 54–7  | 7–32  |       |

Aktualizováno po zápasech hraných 29. září 2019
Zdroj: 

Vysvětlivky
1. ↑  Domácí tým je uveden v levém sloupci

Barvy: Modrá = výhra domácích; Žlutá = remíza; Červená = výhra hostů

### Playoff
- semifinále nadstavby: 6.10.2019
- finále nadstavby: 27.10.2019

### Pavouk
|  | Semifinále | Semifinále      | Semifinále |  |  | Finále      | Finále          | Finále      |
|  |            |                 |            |  |  |             |                 |             |
|  | 1          | RC Slavia Praha | 179†       |  |  |             |                 |             |
|  | 4          | RC Bystrc       | 64†        |  |  |             |                 |             |
|  |            |                 |            |  |  | 1           | RC Slavia Praha | 48          |
|  |            |                 |            |  |  | 2           | RC Přelouč      | 13          |
|  | 2          | RC Přelouč      | 103†       |  |  |             |                 |             |
|  | 3          | RC Zlín         | 51†        |  |  | Třetí místo | Třetí místo     | Třetí místo |
|  |            |                 |            |  |  | 3           | RC Zlín         | 10          |
|  |            |                 |            |  |  | 4           | RC Bystrc       | 44          |

† Výsledek za 2 zápasy.

### Konečné pořadí 2. ligy
| Pořadí           | Tým                 |
| ---------------- | ------------------- |
| Zlatá medaile    | RC Slavia Praha     |
| Stříbrná medaile | RC Přelouč          |
| Bronzová medaile | RC Bystrc           |
| 4.               | RC Zlín             |
| 5.               | RC České Budějovice |
| 6.               | RC Havířov          |

Do 1. ligy 2020 postoupily týmy RC Slavia Praha a RC Přelouč.